# Begraafplaats Cauberg

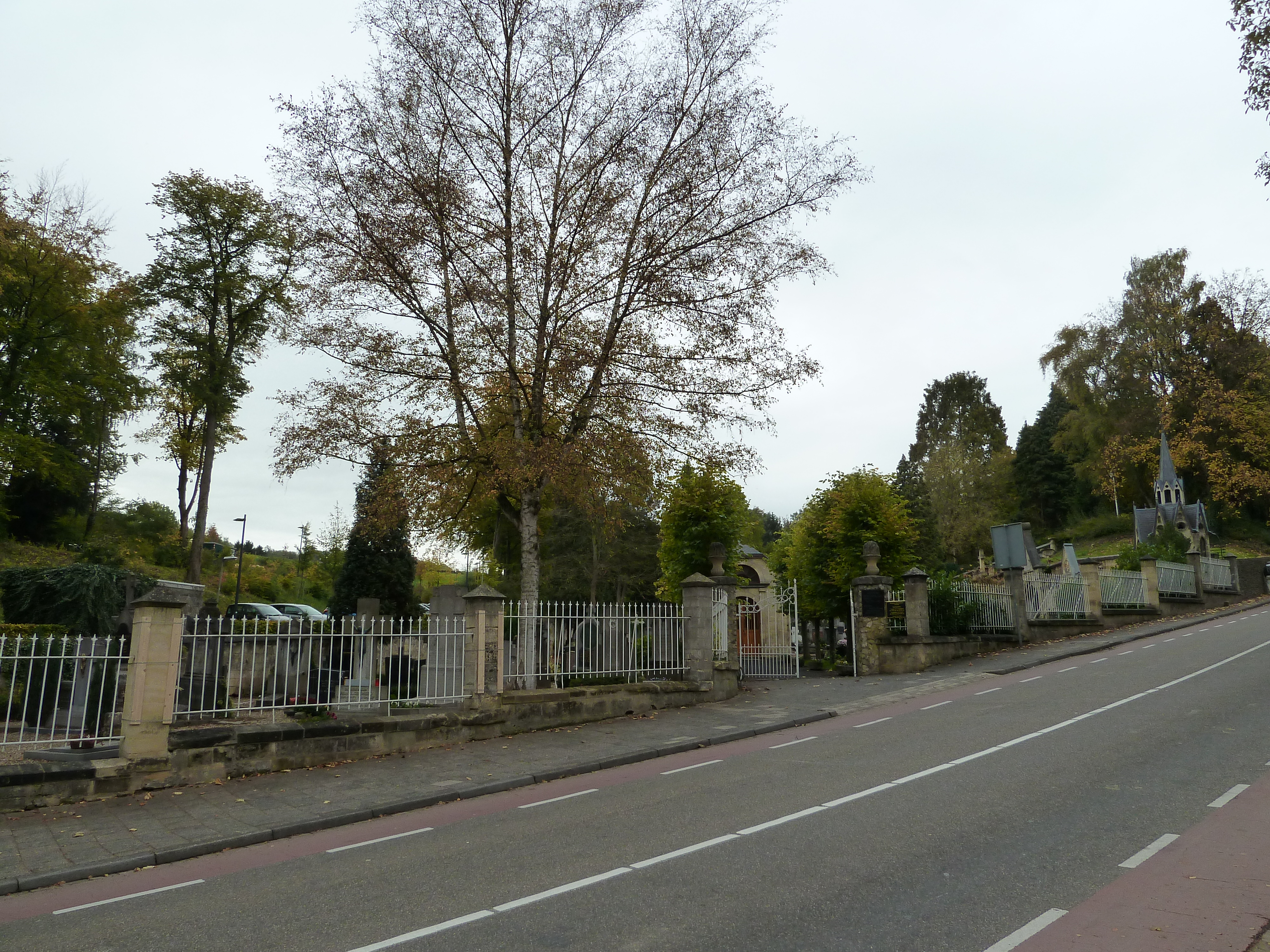
Ligging begraafplaats op de Cauberg

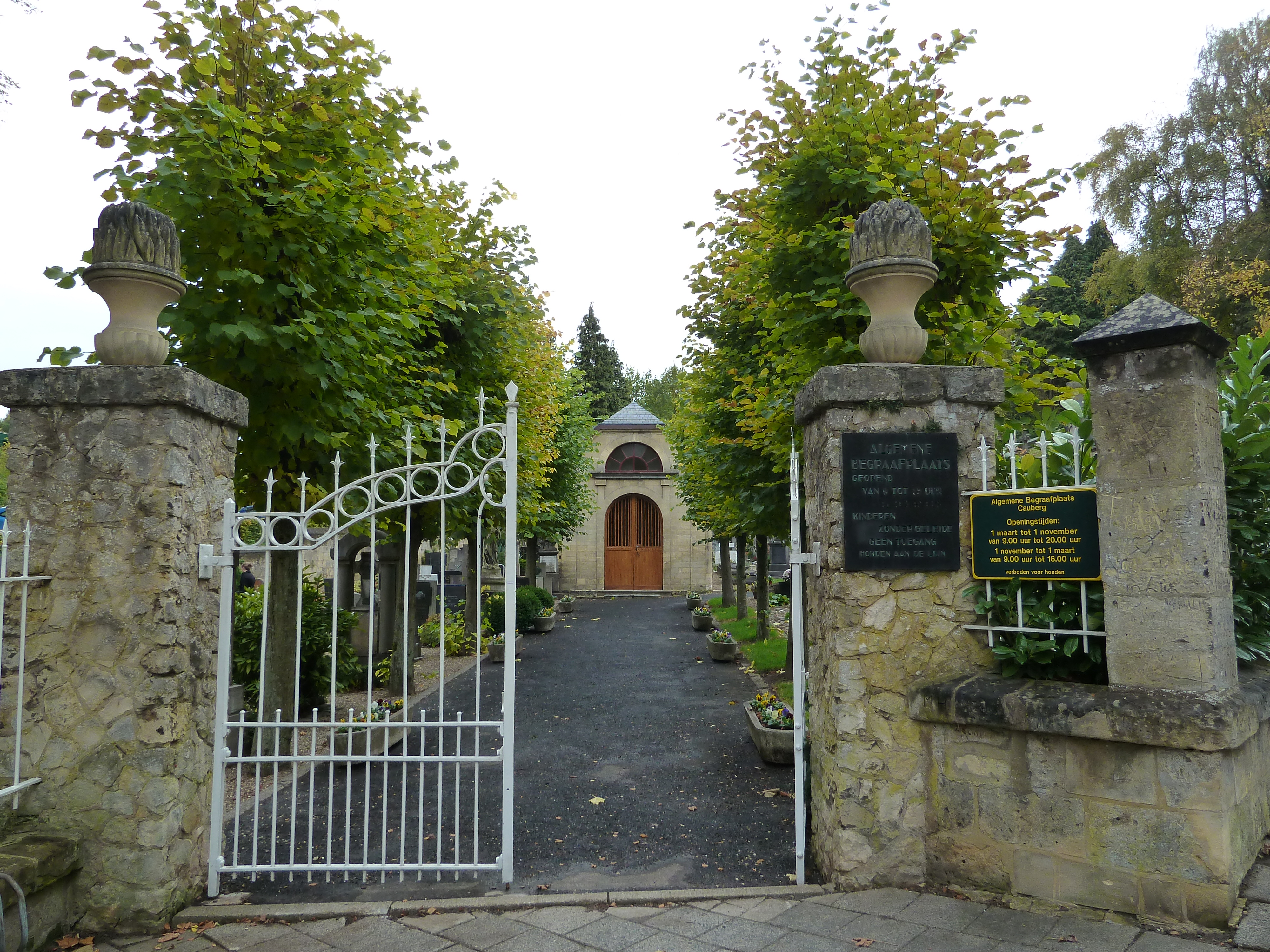
Entree en kerkhofkapel

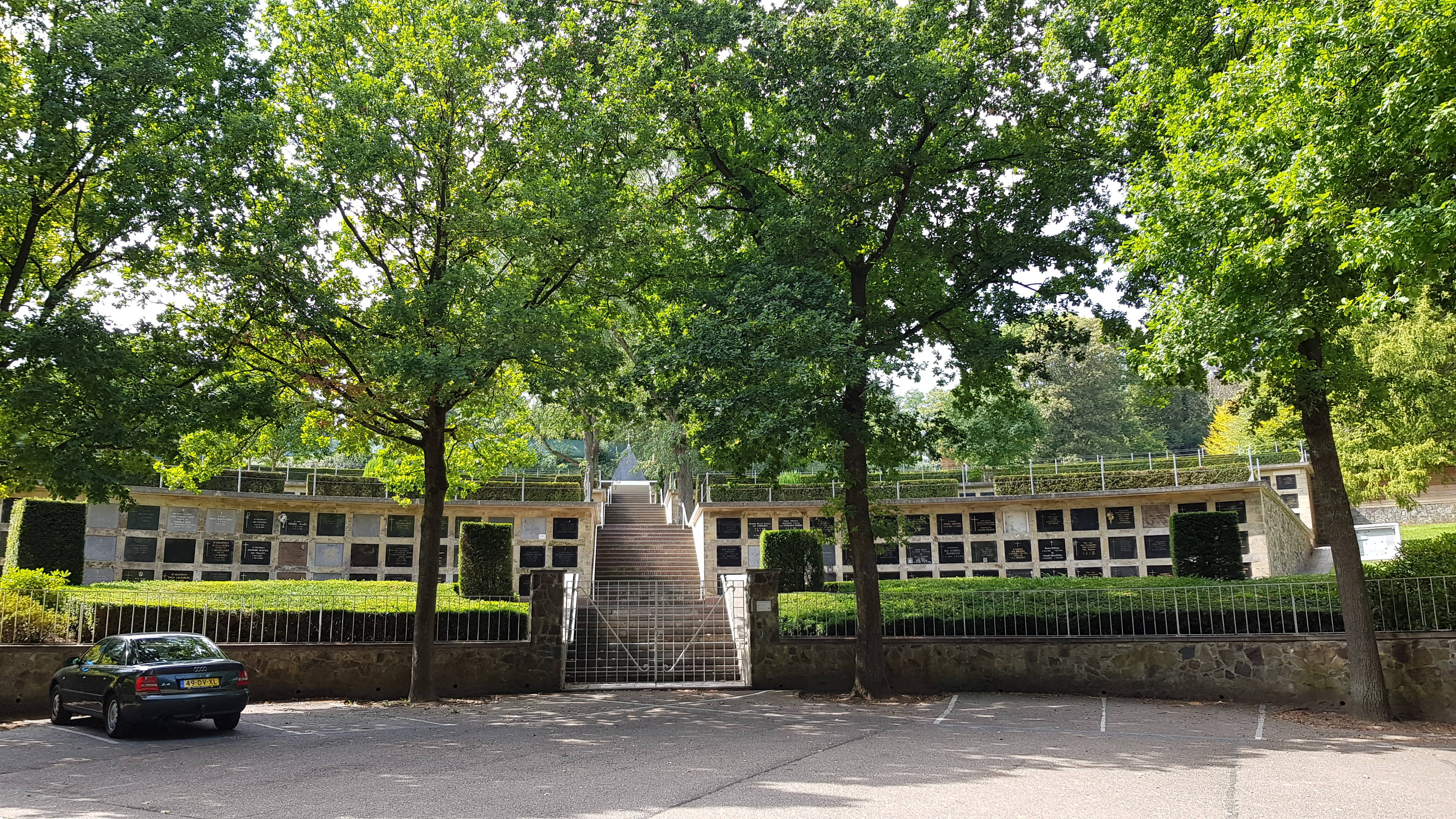
Entree vanaf Trichtergrubbe

De begraafplaats Cauberg is een historische begraafplaats in de Nederlands-Limburgse plaats Valkenburg. De begraafplaats wordt gekenmerkt door een terrasvormige aanleg op de helling van de Cauberg en de aanwezigheid van enkele bijzondere grafmonumenten.
Aan de voet van de begraafplaats ligt de ingang van de Heilig Hartgroeve, aan de zuidzijde ligt de ingang van de Trichterberggroeve en tegenover de begraafplaats was vroeger de Grotwoning Tante Ceel.

## Geschiedenis
Het oudste gedeelte van de begraafplaats Cauberg werd in september 1836 ingewijd. Naast het katholieke deel werd er al spoedig een Joodse begraafplaats aan toegevoegd, evenals een algemeen deel en een grafveld voor een kloosterorde. Op het Joodse gedeelte zijn nog 20 grafstenen te vinden, maar waarschijnlijk zijn dat er meer geweest. Het oudste graf stamt uit 1928, het laatste graf is gedolven in 1998. De nieuwe Joodse begraafplaats van Valkenburg is nog steeds in gebruik. Voor rouwstoeten is er een aparte ingang, zodat men de begraafplaats kan bereiken zonder over de christelijk gewijde grond te hoeven gaan.
Ligt het oude deel van de begraafplaats nog op redelijk vlak terrein, de nieuwere delen liggen allemaal hoger op de helling van de Cauberg met een hoogteverschil van bijna 30 meter. Die hellingen vormden de inspiratie om galerijgraven aan te leggen, terrasvormig tegen de helling omhoogklimmend. Op het vierde terras is een columbarium gebouwd. Hier worden de urnen met de as van gecremeerden in een urnenmuur bewaard.

## Rijksmonumenten
De kerkhofkapel is een mergelstenen gebouwtje met een smaller koor uit 1837. De kapel is gebouwd in de toen gangbare neoclassicistische stijl, zoals veel waterstaatskerken uit die tijd. In het koor is aan beide zijden een halfrond venster aangebracht. In het witgepleisterde interieur is het koorgedeelte afgesloten door een smeedijzeren hek. In het koor staat een altaar met daarboven een calvariegroep.
Op de begraafplaats bevindt zich een viertal grafmonumenten van mergelsteen die alle bescherming genieten als rijksmonument. Het oudste daarvan is het mausoleum van de familie De Guasco uit 1864. Achter de versierde neogotische puntgevel bevindt zich een trap naar beneden die naar de grafkelder leidt, een ruimte met een plafond met kruisribgewelven op gebeeldhouwde consoles. In de zijmuren zijn 32 grafnissen aangebracht. In de grafkelder bevindt zich tevens een mergelstenen altaar met enkele schilderingen.
De mausolea van de families Palmen en Wehry dateren uit respectievelijk 1883 en 1885. De eerste heeft een symmetrische gevel bekroond met een hardstenen kruis. De gevel heeft de stijlkenmerken van de neoromaanse architectuur, met een deur in een rondboogvormige omlijsting, geflankeerd door kleinere boogvormige nissen, en een fraaie boogfriesdecoratie. De grafkelder bevindt zich onder de kapel en wordt afgedekt met een houten luik. Het grafmonument van de familie Wehry is eerder neogotisch te noemen. De gevel wordt hier bekroond door een kruis en twee urnen. De grafkelder telt 9 grafnissen.
De grafkapel Habets is een ontwerp van Pierre Cuypers uit 1892 en bestaat uit twee bovengrondse delen: een vrijstaande grafkapel en een tegen de mergelwand gebouwd poortgebouwtje waarachter zich de entree bevindt naar de ondergrondse grafkelder. De 8-zijdige grafkapel bevindt zich op een omheind deel van het kerkhof, iets verhoogd gelegen tegen de helling van de Cauberg. De kapel is een uitbundig vormgegeven neogotisch bouwwerk met spitsboogvormige glas-in-loodramen, zadeldakjes met waterspuwers en een lantaarn met een spits dak. Het entreegebouwtje van de grafkelder is terughoudender vormgegeven en maakt deel uit van de gravenwand, waarin zich een aantal andere familiegraven bevinden. In de grafkelder bevinden zich 16 grafnissen in vier rijen boven elkaar.

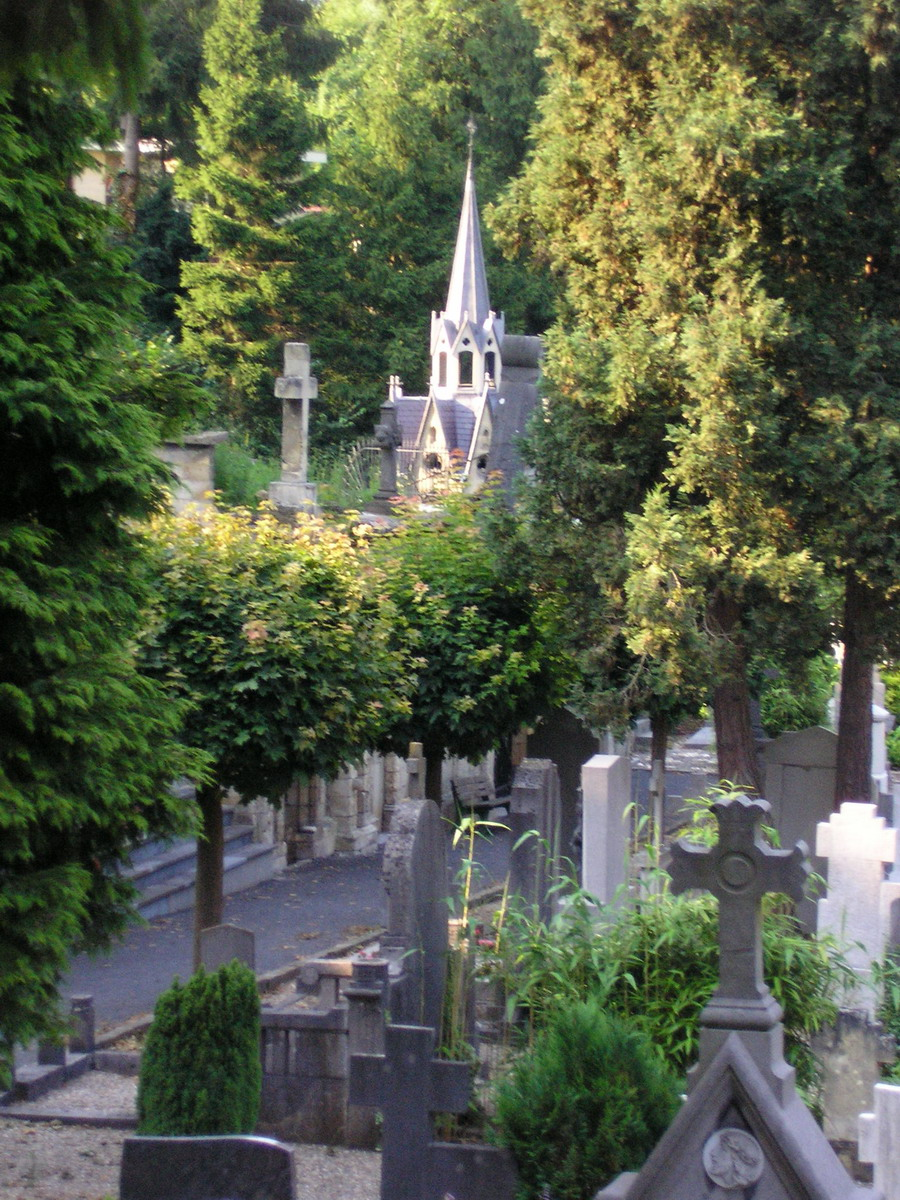
Overzicht
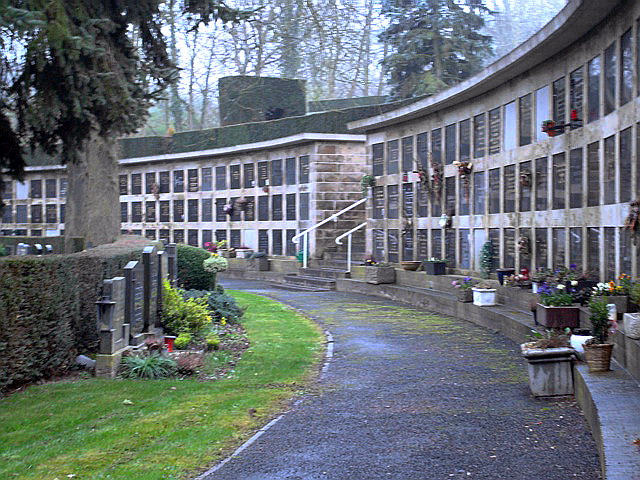
Galerijgraven
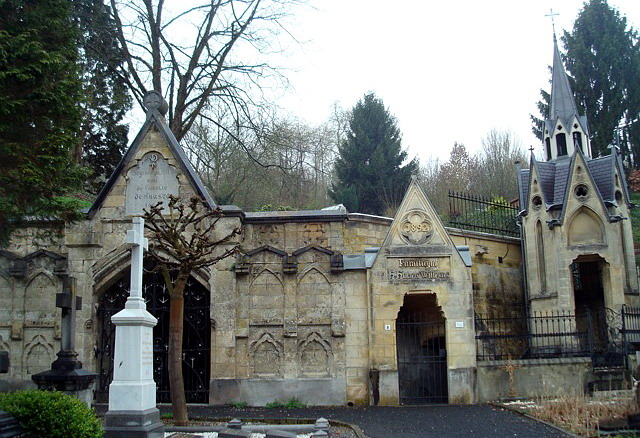
Monumentale graven
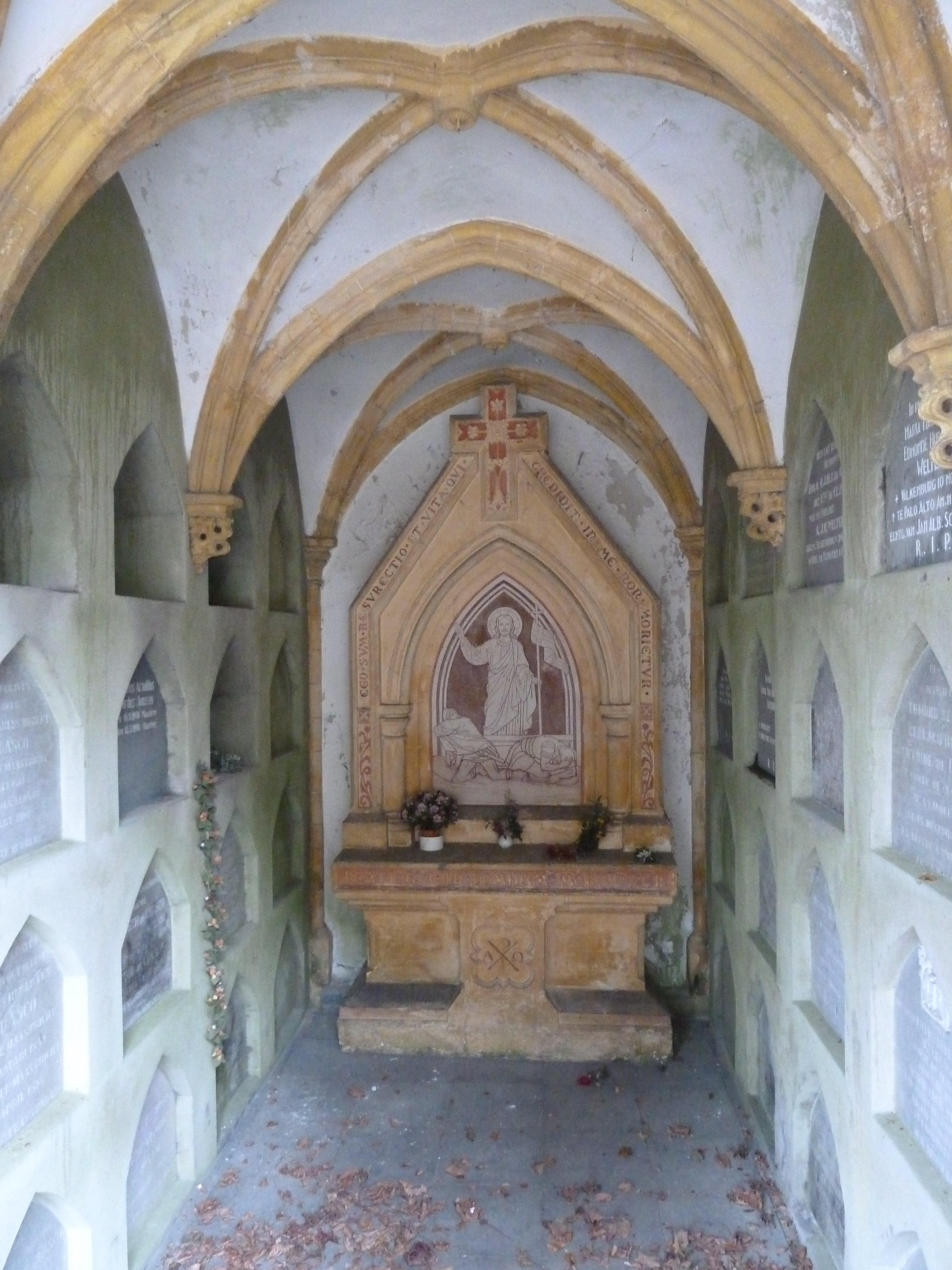
De Guasco grafkelder